# العثمانيين الشباب
العثمانيون الشباب أو العثمانية الفتاة (بالتركية: Yeni Osmanlılar)‏ كانت منظمة اجتماعية سرية تأسست في عام 1865م من قبل مجموعة من العثمانيين الأتراك المثقفين الذين كانوا غير راضين عن التنظيمات الإصلاحية في الدولة العثمانية، حيث أنهم كانوا يؤمنون بأن هذه الإصلاحات لم تُفد الدولة كثيراً ولم تجرِ على نحوٍ مفيدٍ. سعى الشباب العثمانيين لتحويل المجتمع العثماني من خلال الحفاظ على الامبراطورية وتحديثها على التقاليد الأوروبية من خلال الاعتماد على حكومة دستورية. على الرغم من كثرة الاختلافات الإيديولوجية بين أعضاء العثمانيين الشباب، فإنهم اتفقوا على وجود حكومة دستورية جديدة ترتبط بطريقة ما بالدين الإسلامي لكي تحافظ على بقاء الإسلام والثقافة الإسلامية كجزء أساسي في الثقافة السياسية العثمانية. سعى العثمانيون الشباب على تنشيط الدولة العثمانية عبر محاولة دمج الأنظمة الأوروبية مع المحافظة على الأسس الإسلامية في الدولة. من بين الأعضاء البارزين كان هناك كُتاب وصحفيون مثل إبراهيم شناسي، نامق كمال، علي سعاوي، ضياء باشا وآغا أفندي. 
في عام 1876م، أصبح العثمانيون الشباب في لحظة حاسمة عندما قام السلطان عبد الحميد الثاني مُكرهاً بإعلان تفعيل دستور 1876م أو مايعرف بالقانون الأساسي (بالتركية: Kanûn-u Esâsî)‏، الذي كان تبشيراً لإعلان المشروطية الأُولى. بالرغم من ان فترة الدستور كانت قصيرة بسبب إقصاء السلطان للدستور والبرلمان في عام 1878م لإعادة الملكية المطلقة إلا أن تأثير العثمانيين الشباب على الدولة استمر حتى سقوط الدولة العثمانية.
بعد عدة عقود، قامت مجموعة أخرى من الإصلاحيين العثمانيين أُطلق عليهم "تركيا الفتاة"، قاموا بتكرار ماقام به العثمانيين الشباب، فقاموا بثورة تركيا الفتاة في عام 1908م، التي كانت بداية المشروطية الثانية.

## الشخصيات البارزة

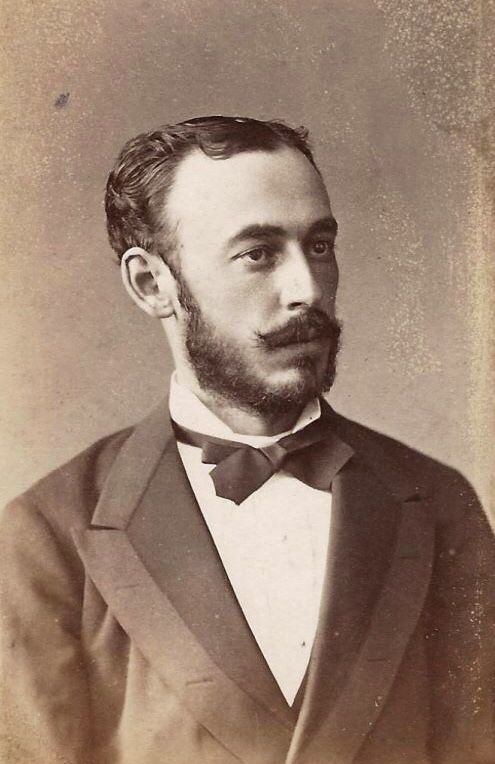
محمد بك، أحد مؤسسي "العثمانيون الجدد" الستة.

من أبرز أعضاء حركة العثمانيين الشباب:

### كتاب وصحفيون

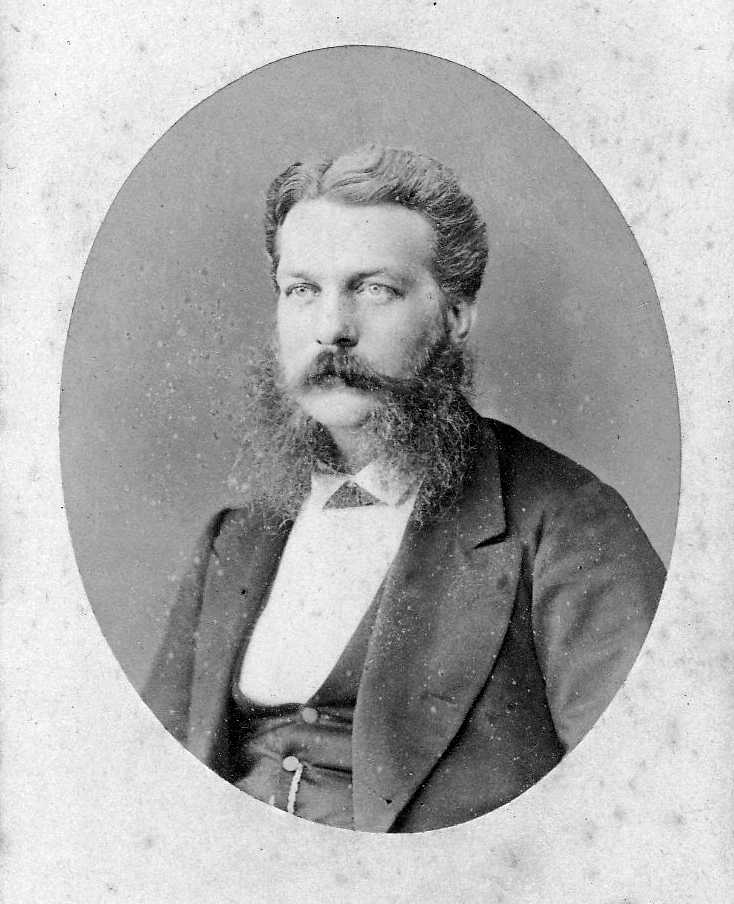
رفيق بك، أحد مؤسسي "العثمانيون الجدد" الستة.

- إبراهيم شناسي (1826-1871)، مؤسس جريدة «تصوير الأفكار» (بالتركية:  Tasvir-i Efkâr)‏ عام 1862م، والذي ترك رئاسة تحريرها لاحقا لنامق كمال في عام 1865م.
- نامق كمال (1840-1888)، أحد مؤسسي جمعية العثمانيين الشباب في 1865م وناشر لعدة صحف معارضة، وساعد في صياغة الدستور.
- ضياء باشا (1825-1880)، سكرتير سابق في القصر تعرض لضغوط للخروج من منصبه، ثم نشر صحف في فرنسا مع نامق كمال.
- علي سعاوي (1838-1878)، مدرس وخطيب قام بتحرير صحيفة «المُخبر» أي: «الصحفي» (بالتركية: Muhbir)‏.
- محمد بك، إصلاحي وأحد مؤسسي جمعية العثمانيين الشباب، وابن أخت الصدر الأعظم محمود نديم باشا.

### شخصيات سياسية
- مدحت باشا (1842-1910) صدر أعظم عثماني وإصلاحي وأحد الذين وضعوا الدستور.
- مصطفى فاضل باشا (1842-1910) أخو ملك مصر وحفيد محمد علي باشا، الراعي الرسمي والداعم لجمعية العثمانيين الشباب بعد التنظيم الرسمي لهم في باريس عام 1867م.

## التاريخ

### التشكيل

#### نُزهة غابة بلغراد باسطنبول

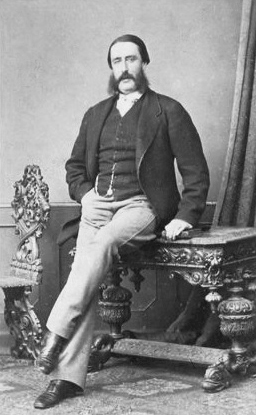
رشاد بك، أحد مؤسسي "العثمانيون الجدد" الستة.

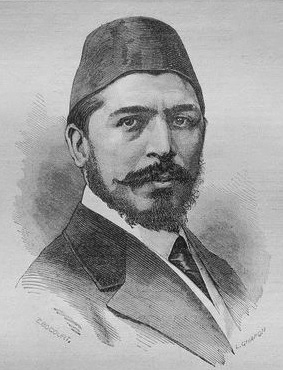
علي سعاوي (1838-1878م).

في صيف عام 1865م، اجتمع ست شباب في غابة بلغراد في اسطنبول لإنشاء مجموعة عُرفت لاحقا باسم: «الاتحاد الوطني»، والتي أصبحت نواة «جمعية العثمانيين الشباب» بعدها. كان الحضور كل يعملون في مكتب ترجمة الباب العالي، وبالتالي كانوا على علم بالسياسات الأوروبية والأعمال الداخلية والخارجية للسياسة العثمانية.
كان هؤلاء الرجال الستة جميعهم لديهم الرغبة في تغيير طريقة الدولة العثمانية في تفاعلها مع القوى الأوروبية بالإضافة إلى طبيعة الحكم في الدولة، وكانوا:
1. محمد بك.
2. نامق كمال.
3. نوري بك.
4. رشاد بك.
5. آية الله بك.
6. رفيق بك.

استقطبت هذه المجموعة كمية  من المتابعين، وفي خلال عامين انضم بضع مئات من الأشخاص إلى المجموعة، من بينهم اثنين من أبناء السلطان هما:
1. الأمير مراد ولي العهد
2. والأمير حميد.

#### المنفى إلى باريس
في نفس العام ترك إبراهيم شناسي جريدته «توضيح الأفكار» إلى نامق كمال لكي يقوم بتحريرها، ومن بعد تحريرها من قبل نامق كمال أصبحت أكثر تطرفاً. في عام 1867 نامق كمال وأعضاء اخرون من جمعية العثمانيين الشباب نشروا رسالة مفتوحة من الأمير المصري مصطفى فاضل باشا إلى السلطان عبد العزيز الأول. هذه الرسالة دعت إلى حكومة دستورية وبرلمانية. بعد النشر، الحكومة العثمانية قامت بإغلاق جمعية العثمانيين الشباب، الأمر الذي قادهم للهرب إلى باريس، وهنالك قاموا بمتابعة أعمالهم تحت رعاية مصطفى فاضل باشا، ومع الوقت  الصحفيين المنفيين تجمعوا تحت رعاية مصطفى فاضل باشا في باريس، حيث انهم قاموا بتسمية أنفسهم (بالتركية: Kanûn-u Esâsî)‏ أي: «العثمانيين الجدد».

### المنشورات
من خلال الوسائل الجديدة للصحافة والدعم المالي من حليفهم مصطفى فاضل باشا، جمعية العثمانيين الشباب كانت لديهم القدرة على نشر افكارهم على نطاق واسع في عدة منشورات. أحد أهم المنشورات كانت "Hürriyet" أو الحرية، التي تم نشرها من قبلنامق كمال وضياء باشا في عام 1868م، وأيضاً قاموا بنشر منشورات أكثر تطرفاً وجذرية. صُحف العثمانيين الشباب الأخرى تضمنت "Ulum" أو العلوم، "inkilab" الانقلاب أو الثورة، و ibret العِبرة أو الحكمة. هذة المنشورات اعربت عن معارضتها للسياسة العثمانية التي غالباً ماكانت تُنهي هذه المنشورات. هذه النشورات انتشرت على نطاق واسع في عدة دول في أوروبا، الأمر الذي جعل للجمعية الإمكانية على إنشاء مواقع للجمعية في لندن، جنيف، باريس، ليون ومارسيليا.

## روابط خارجية
- The text of the 1876 Ottoman constitution in addition to amendments made by the 1909 constitution (website)